# Odoreu
Odoreu è un comune della Romania di 5 090 abitanti, ubicato nel distretto di Satu Mare, nella regione storica della Transilvania. 
Il comune è formato dall'unione di 6 villaggi: Berindan, Cucu, Eteni, Mărtinești, Odoreu, Vânătorești.